# Список керівників держав 803 року
Список керівників держав 803 року — це перелік правителів країн світу 803 року.
Список керівників держав 802 року — 803 рік — Список керівників держав 804 року — Список керівників держав за роками

## Європа
- Абхазьке царство — Леон II (768—828)
- Айлех — Аед Ойрдніде мак Нейлл (788—819)
- Айргіалла — до 825 невідомо
- Королівство Східна Англія — Кенвульф (798—821)
- Королівство Астурія — Альфонсо II (791—842)
- Перше Болгарське царство — Крум (802—814)
- Брихейніог — Гріфід ап Ноуї (770—805)
- Волзька Болгарія — Тукий (765—815)
- Венеційська республіка — дож Джованні Гальбайо (787—804)
- Вессекс — Еґберт (802—839)
- Візантійська імперія — Никифор I (802—811)
  - Неаполітанське герцогство — Антим (801—818)
- Королівство Гвент — Артуір ап Фернфел (775—810)
- Гвікке — Етельрік (802 — після 804)
- Королівство Гвінед — Кінан ап Родрі (798—816)
- Дал Ріада — Костянтин I (781—820)
- конунґ данів — Гальфдан Старий (785?—807?)
- Дівед — Райн II (798—808)
- Думнонія — король Гернам ап Освальд (790—810)
- Королівство Ессекс — Сігеред (798—812)
- Ірландія — верховний король Аед Оірдніде мак Нейлл (797—819)
- Кахетія — Джуаншер (790—807)
- Карантанія — Семік (800—810)
- Королівство Кент — Кутред (798—807)
- Кордовський емірат — Аль-Хакам I (796—822)
- Король Ломбардії Піпін Італійський (781—810)
  - Князівство Беневентське — Грімоальд III (787/788-806)
  - Сполетське герцогство — Вінігес (789—822)
  - Герцогство Фріульське — Гунфрід (799—804)
- Ленстер — Фінснехта мак Келлайг (795—805)
- Мерсія — Кенвульф (796—821)
- Морганнуг — Артфел Старий (785—825)
- Коннахт — Муіргіуса МакТоммалтах (786—815)
- Мунстер — Олхобар мак Дуйб-Індрехт (796—805)
- Німеччина:
  - Герцогство Баварія — Карл I Великий (788—814)
  - Архієпископ Зальцбурга — Арно (784—821)
- Король піктів — Костянтин I (король піктів) (789/790-807)
- Королівство Нортумбрія — Ердвульф (796—806)
- Королівство Повіс — Кадел ап Брохфел (773—808)
- Королівство Сассекс від 791 до 825 — герцогство.
- Сейсіллуг — Артен ап Сейсілл (740—807)
- Стратклайд — Кінан ап Рідерх (798—816)
- Улад — Еохайд мак Фіахнай (790—810)
  - Конайлле Муйрхемне — Спелан мак Слуагадайг (792—824)
  - Ві Ехах Кобо — Маел Брессайл мак Айлілло (801—825)
- Король Міде — Айліль мак Доннхада (802—803); Конхобар мак Доннхада (803—833)
- Франкське королівство — Карл I Великий (768—814)
  - Графство Арагон — Авреоло (802—809)
  - Герцогство Васконія — герцог Санш I Луп (800—812)
  - Бретонська марка — Гі Нантський (799—814/818)
  - Графство Тулуза — Вільгельм I (790—806)
  - Урхельське графство — Боррель (798—812)
- Хозарський каганат — бек-мелех Обадія (790—809)
- Швеція — ?
- Святий Престол; Папська держава — папа римський Лев III (795—816)
- Вселенський патріарх — Тарасій (784—806)
  - Тбіліський емірат — до 813 невідомо

## Азія
- Близький Схід:
  - Багдадський халіфат — Гарун ар-Рашид (786—809)
    - Вірменський емірат — Мухаммед ібн Язід аш-Шейбані (802—803); Аль-Касім (803); Бішрі ібн Хузайма (803—804)
    - Дербентський емірат — під владою хозар (797—869)
- Індія:
  - Західні Ганги — Шивамара II (788—816)
  - Камарупа — до 815 точна хронологія невідома
  - самраат Кашмірської держави Джаяпіда Вінаядітья (779—813)
  - Імперія Пала — Дгармапала (770—810)
  - Династія Паллавів — Дантіварман (786—825)
  - Держава Пандья — Джатіла Парантака (765—815)
  - Раджарата — раджа Махінда II (787—807)
  - Раштракути — Говінда III (793—814)
  - Саканбарі — нріпа Дурлабхараджа I (784—809)
  - Східні Чалук'ї — Вішну-вардхан IV (772—808)
- Індонезія:
  - Матарам — Самарагравіра (800—819)
  - Шривіджая — до 832 невідомо
- Китай:
  - Династія Тан — Де-цзун (779—805)
  - Тибетська імперія — Мунецанбо (797—798/804)
- Наньчжао — Мен Імоусюнь (779—808)
- Корея:
  - Об'єднана Сілла — ісагим (король) Еджан (800—809)
  - Пархе — Кан (794—809)
- Паган — король Со Кін Ніт (802—829)
- Середня Азія:
  - Бухархудати — Абу Ісхак Ібрагім (783—785/809)
  - Уйгурський каганат — каган Кутлуг-каган (795—805)
- Кхмерська імперія — Джаяварман II (802—850)
- Японія — Імператор Камму (781—806)

## Африка
- Аксумське царство — Ведем Асфаре (802—832)
- Аббасиди — Гарун ар-Рашид (786—809)
  - Берегвати — Іл'яс ібн Саліх (792—842)
  - Некор (емірат) — Саїд I ібн Ідрис (760—803); Саліх II ібн Саїд (803—864)
- Ідрісиди — Ідріс II (791—828)
- Макурія — Міхаель (785/794 — 804/813)
- Мідрариди — Абу Мунтасир Ільяс (790—824)
- Рустаміди — Абд аль-Ваххаб ібн Абд ар-Рахман (787—823)

## Північна Америка
- Баакульське царство — Ханааб-Пакаль III (799—814?)
- Шукуупське царство — Яш-Пасах-Чан-Йо'паат (763 — після 810)
- Яшчилан — К'ініч-Татб'у-Холь III (800?-808?)
- Царство Цу'со — К'ак'-Холов-Чан-Йо'паат (795—810)